# Sandracottus bizonatus
Sandracottus bizonatus är en skalbaggsart som beskrevs av Régimbart 1899. Sandracottus bizonatus ingår i släktet Sandracottus och familjen dykare. Inga underarter finns listade i Catalogue of Life.